# Almindelig spidsmus
Den almindelige spidsmus (Sorex araneus) er en insektæder, der tilhører spidsmusefamilien. Længden af kroppen er omkring 65 millimeter og halen 37 millimeter. Arten findes over hele Danmark, f.eks. på enge og marker. Føden er hovedsagelig biller og andre insekter.

## Udbredelse
Den almindelige spidsmus er udbredt over størstedelen af Europa og det nordlige Asien. I Danmark findes den overalt og kan træffes både i skove, på marker og enge samt i moser og langs søer.

## Udseende
Kropslængden varierer mellem 58 og 87 millimeter og halen mellem 32 og 56 millimeter. Karakteristisk er den lange snude, der rager frem foran munden og er udstyret med lange varbørster. Snuden er meget bevægelig og spidsmusen kan bøje den op eller ned eller til siderne. Øjnene er små og sidder dybt i pelsen. Ørerne er veludviklede, runde og forholdsvis korte. Lemmerne er korte og såvel forfoden som bagfoden har fem tæer med kloformede negle. Kraniet er karakteristisk ved at kindbuen mangler og hjernekassens knogler er tynde, hvorimod det stærkt forlængede kæbeparti er kraftigt og massivt. Mest bemærkelsesværdigt er, at tændernes spidser er beklædt med en brun emalje.

### Tænder
Spidsmusen har 32 tænder. I hver overkæbehalvdel findes 3 fortænder, 1 hjørnetand og 6 kindtænder. I underkæben findes i hver side 1 fortand, 1 hjørnetand og 4 kindtænder. Den forreste øvre fortand er stor og krogformet med to nedadrettede spidser, den ene bag den anden. Den nedre fortand er meget lang og næsten vandretliggende med fire spidser langs den øvre rand. Tilsammen danner fortænderne en lille pincet. Mælketænder findes ikke. Emaljen på alle tændernes mest fremstående spidser er brunrød. Denne farve kan dog delvis forsvinde, efterhånden som tænderne slides. Dette kan derfor benyttes til aldersbestemmelse af dyrene.
Den almindelige spidsmus kan kendes fra dværgspidsmusen på tænderne. Overkæbens tandrække er hos dværgspidsmusen kun 6,5 millimeter lang, mens den er cirka 9 mm hos den almindelige spidsmus. Desuden aftager de enspidsede tænder jævnt i størrelse hos den almindelige spidsmus, mens der er et spring i størrelse mellem de tre forreste og de to bageste af disse tænder hos dværgspidsmusen.

### Pels
Pelsen er tæt og fløjlsblød og minder om muldvarpens. Hårene er bugtede med skiftevis tynde og tykke partier. Farven er på rygsiden hos unge individer gråbrun eller mørkebrun om sommeren og sortbrun om vinteren og den følgende sommer. Bugsiden er gråhvid, ofte med et gulligt anstrøg. Normalt gennemgår spidsmusen to pelsskifter i løbet af sin levetid. Den første om efteråret og den anden om foråret. Vinterpelsen er 5 mm tyk, mens sommerpelsen er 3 mm.

## Levevis
Spidsmusen lever i gangsystemer i bundvegetationen eller i de øverste jordlag. Gravningen foregår ved, at snuden bores ind i jorden og forbenene sparker jorden bagud. Større sten fjernes med munden. De underjordiske gange har mange åbninger op til jordoverfladen. Disse huller kan kendes fra musenes på deres ringe størrelse, diameteren er blot et par centimeter. Undertiden benyttes dog musenes eller muldvarpenes gange. I gangene etableres reder til at hvile sig i. De består af et underlag af tørt plantemateriale. Hunnerne bygger desuden i yngletiden en kugleformet ynglerede af tørt hø, mos og lignende, der væves tæt sammen.
Spidsmusen lever alene i sit territorium, bortset fra parringstiden og mens ungerne er afhængige af deres mor. Territoriet forsvares med stor voldsomhed og med gennemtrængende skrig ved indtrængen af artsfæller. Hvis man derfor sætter to spidsmus sammen i et bur, vil de straks begynde at slås og det vil ende med at den ene bliver slået ihjel og ædt.
I løbet af et døgn har spidsmusen omkring 10 aktivitetsperioder afbrudt af hvile i reden. Aktiviteten om natten er noget større end om dagen.
Lugtesansen er veludviklet og benyttes til at orientere sig med. Det ses, når spidsmusen piler omkring med karakteristisk nervøse bevægelser, hvor den hele tiden stopper op, for at vejre med snuden højt løftet.

### Ynglebiologi
Parringen sker i april eller maj og stort set alle hunner bliver drægtige. Kuldets størrelse er gennemsnitligt 7-8 unger, der ved fødslen vejer 0,5 gram. Vægten er steget til 7 gram efter 18 dage. Ungerne holder op med at die efter cirka 4 uger. I Danmark får spidsmusen normalt to kuld om året, undertiden tre. I sjældne tilfælde kan ungerne selv få unger samme år de er født, men normalt sker dette først i det følgende forår. Spidsmusen overvintrer en enkelt gang, hvorefter den dør i det efterfølgende efterår.

### Føde
Føden består først og fremmest af insekter og deres larver, især biller. Også edderkopper og orme spiller dog en stor rolle. Desuden tager den gerne snegle og friske ådsler.
Fødebehovet er meget stort. Man regner med at den dagligt æder, hvad der svarer til 50-67 procent af sin egen vægt. Den har derfor brug for at æde døgnet rundt. Spidsmus, der fanges i en fælde, vil oftest være døde af sult efter blot 3-4 timer.

### Moskuslugt
Spidsmusen har på hver side af kroppen en kirtel, der udskiller et sekret, der lugter stærkt af moskus. Kirtlerne er særligt stærkt udviklede i brunsttiden, hvor lugten hjælper de to køn med at finde hinanden. Ofte ser man døde spidsmus ligge frit fremme uden at være ædt af rovdyr, der ofte ikke bryder sig om lugten.